# The Wasp (film 1918)
The Wasp è un film muto del 1918 diretto da Lionel Belmore considerato perduto. Prodotto e distribuito dalla World Film, aveva come interpreti Kitty Gordon, Rockliffe Fellowes, Charles Gerry, Lionel Belmore.

## Trama
Grace Culver, figlia di un grande industriale, è una donna dalla lingua tagliente che, per questa sua caratteristica è soprannominata "la vespa". Suo padre vorrebbe che si sposasse con il suo socio Kane Putman, ma Grace non è per niente d'accordo e ordina a Tim, il suo nuovo autista, di portarla via insieme a Miller, la domestica. Quando i tre ritornano, sono presi in ostaggio da Brazsos, una spia tedesca che vuole fare saltare per aria la fabbrica di munizione di Culver. Grace scopre che Brazsos ha scavato un tunnel sotto la fabbrica e, mentre Miller scappa per avvisare la polizia, lei libera Tim e lo conduce nel tunnel. La bomba, però, esplode in anticipo e loro due restano intrappolati là sotto. Convinti di essere ormai condannati, si confessano il loro reciproco amore. Ma vengono salvati e Grace viene a sapere che Tim, in realtà, è Harry Cortland, la stella della squadra di football di Yale. Cosa che rende felice anche suo padre John.

## Produzione
Il film fu prodotto dalla World Film.

## Distribuzione
Il copyright del film, richiesto dalla World Film Corp., fu registrato il 19 febbraio 1918 con il numero LU12073.
Distribuito dalla World Film e presentato da William A. Brady, il film uscì nelle sale cinematografiche statunitensi l'11 marzo 1918. Non si conoscono copie ancora esistenti della pellicola che viene considerata presumibilmente perduta.